# Walckenaeria pinocchio
Walckenaeria pinocchio är en spindelart som först beskrevs av Benjamin J. Kaston 1945.  Walckenaeria pinocchio ingår i släktet Walckenaeria och familjen täckvävarspindlar. Inga underarter finns listade i Catalogue of Life.